# Alain Cirou
Pour les articles homonymes, voir Cirou.
Alain Cirou est directeur de la rédaction du magazine français Ciel et Espace, directeur général de l'Association française d'astronomie, et consultant scientifique à Europe 1. Il est régulièrement invité sur les plateaux de l'émission C dans l'air, ou dans d'autres médias en tant que spécialiste de l'astronomie. Il est un des initiateurs de l'émission annuelle la Nuit des étoiles. 
Il a participé avec Hubert Reeves et Albert Jacquard à plusieurs cassettes de vulgarisation produites par Canal+ comme L'étoile Soleil, Les grandes énigmes de l'Univers, L'homme de l'espace, Sommes-nous seuls dans l'univers ?, Les terres du ciel, Pic du Midi : Le Vaisseau des Etoiles.
Il est également cité dans un récent ouvrage de San-Antonio (Valsez, pouffiasses, 2011).
Pendant l'été 2014, il participe à l'émission scientifique Les origines du futur sur Europe 1 en compagnie de Nicolas Carreau et Franck Ferrand.
L'astéroïde (11158) Cirou a été nommé pour lui rendre hommage.
Pendant l'été 2016, il coprésente avec Anicet Mbida l'émission Le meilleur reste avenir le samedi de 9h à 10h sur Europe 1.

## Œuvres
Il a participé aux livres suivants :
Sous son seul nom
- Apprendre à observer le ciel (avec des illustrations de François Davot).
  - Première édition : éditions Nathan, coll. « Poche Nathan », série « Le monde en poche » no 781, Paris, 1988, 69 p.,  (ISBN 978-2-09-204781-1), (BNF 34954030).
  - Réédition : éditions Nathan, coll. « Monde en poche » no 37, Paris, 1993, 75 p.,  (ISBN 978-2-09-204544-2), (BNF 36665412).
- L'infiniment loin, éditions Hachette, coll. « Les frontières de l'invisible », Paris, 1992, 47 p.,  (ISBN 978-2-01-017935-8), (BNF 36656275).

En collaboration avec Leïla Haddad
- Leïla Haddad et Alain Cirou, Soleil noir : le livre des éclipses, coédition éditions du Seuil et Association française d'astronomie (AFA), Paris, juin 1999, 130 p.,  (ISBN 978-2-02-032462-5), (BNF 37075637). — Ouvrage de vulgarisation, schématiquement en forme de soleil éclipsé, édité quelques semaines avant l'éclipse solaire du 11 août 1999, et qui était accompagné d'une paire de lunettes filtrantes pour observer l'éclipse.
- Leïla Haddad et Alain Cirou,  Clés de voûte : savoir l'astronomie, voir le ciel (avec des dessins de Philippe Boucher dit Manchu.
  - Première édition : coédition éditions du Seuil et Association française d'astronomie, Paris, 2001, 239 p.,  (ISBN 978-2-02-041533-0), (BNF 37706089).
  - Nouvelle édition mise à jour : coédition éditions du Seuil et Association française d'astronomie, Paris, 2008, 235 p.,  (ISBN 978-2-02-097331-1), (BNF 41344214).